# Georg Steinbauer
Georg Albert Alexander Steinbauer (* 30. Dezember 1864 in Würzburg; † 24. Juli 1949 in Heigenbrücken) war ein bayerischer Generalmajor.

## Leben

### Herkunft
Georg Steinbauer war der Sohn des bayerischen Oberst Wolfgang Johann Steinbauer (1810–1880) und dessen Ehefrau Louise Johanna Franziska, geborene Scherer (1822–1908).

### Militärkarriere
Steinbauer trat mit 13 Jahren in das Kadettenkorps in München ein und wurde am 5. August 1882 als Portepeefähnrich im 1. Infanterie-Regiment „König“ der Bayerischen Armee angestellt. Nachdem er 1883/84 den Lehrkurs an der Kriegsschule als „befähigt“ absolviert hatte, erhielt er am 7. April 1884 das „Zeugnis der Reife zum Offizier“ und wurde am 24. März 1885 zum Sekondeleutnant befördert. Unter Stellung à la suite seines Regiments wurde er am 3. April 1892 als Inspektionsoffizier und Erzieher zum Kadettenkorps versetzt. Ende September 1893 erfolgte die Beförderung zum Premierleutnant und im März 1899 zum überzähligen Hauptmann. Mit der Ernennung zum Kompaniechef in seiner Stammregiment kehrte Steinbauer am 19. April 1899 in den Truppendienst zurück.
Steinbauer meldete er sich anlässlich der Niederschlagung des Boxeraufstandes vom 16. Juli 1900 bis zum 24. Oktober 1901 freiwillig zum Ostasiatischen Expeditionskorps nach China und nahm am 8. März am Gefecht bei Tschang-Tschöng-Ling teil. Für seine Leistungen erhielt er die Erlaubnis zur Annahme des Roten Adlerordens IV. Klasse mit Schwertern. Nach seiner Rückkehr in die Heimat wurde er am 12. November 1901 als Kompaniechef im 2. Infanterie-Regiment „Kronprinz“ angestellt. Im Juni 1907 rückte er als Major zum Regimentsstab auf und wurde im Februar 1908 als Bataillonskommandeur in das 21. Infanterie-Regiment versetzt. In dieser Eigenschaft erhielt er im Mai 1911 die Erlaubnis zur Annahme des Ehrenkreuzes des Greifenordens und avancierte im Oktober des Jahres zum Oberstleutnant. Im Januar 1912 folgte seine Versetzung zum Stab des 20. Infanterie-Regiments „Print Rupprecht“. Unter Beförderung zum Oberst wurde Steinbauer am 17. Dezember 1913 Kommandeur des 9. Infanterie-Regiments „Wrede“.
Nach der Mobilmachung anlässlich des Ersten Weltkriegs nahm er mit seinem Regiment an den Kämpfen in Lothringen teil und wurde während der Stellungskämpfe bei Zandvoorde in Belgien am 30. Oktober 1914 durch ein Schrapnell verwundet. Am 17. Dezember 1914 kehrte Steinbauer in das Feld zurück und führte das Regiment mit Unterbrechungen bis zum 25. Januar 1916. Ein Arztbericht in den Kriegsakten beschäftigt sich am 15. März 1915 mit den Folgen der Ende 1914 erlittenen Verwundung, die zu einer erheblichen Beeinträchtigung der Führungstätigkeit von Steinbauer führte. Am 24. Februar 1916 wurde er daher unter Verleihung des Offizierskreuzes des Militärverdienstordens mit Schwertern und mit der Erlaubnis zum Tragen seiner bisherigen Uniform mit der gesetzlichen Pension zur Disposition gestellt.
Ab dem 7. Dezember 1916 wurde Steinbauer als z.D.-Offizier wiederverwendet und war als Stadtkommandant von Bukarest bis zum 7. April 1917 tätig. In dieser Eigenschaft hatte er Mitte Januar 1917 den Charakter als Generalmajor erhalten. Das Patent zu seinem Dienstgrad wurde ihm am 22. Oktober 1917 verliehen. Am 25. Mai 1917 wurde er mit Wirkung vom 1. Juni 1917 zum Kommandeur der stellvertretenden 5. Infanterie-Brigade ernannt und nach Kriegsende am 23. Dezember 1918 von dieser Verwendung enthoben.

### Familie
Am 8. Juli 1899 heiratete Georg Steinbauer Auguste Maria Helena Richter (1869–1924), die Tochter des späteren Senatspräsidenten am Reichsmilitärgericht Rudolph von Richter. Die Heiratseinwilligung hatte Prinzregent Luitpold am 11. Juni 1899 erteilt. Das Ehepaar hatte zwei Kinder.